# Отдел регулирования азартных игр Нью-Джерси
Отдел регулирования азартных игр в Нью-Джерси (англ. The New Jersey Division of Gaming Enforcement) (Отдел, NJDGE) — подразделение Департамента юстиции и общественной безопасности штата. Основная функция Отдела — контроль и обеспечение соблюдения положений игорного законодательства при взаимодействии с Комиссией по контролю казино Нью-Джерси (New Jersey Casino Control Commission, NJCCC).

## История создания
Отдел регулирования азартных игр в Нью-Джерси был сформирован в 1977 году. Деятельность NJDGE распространяется на правоприменительную сферу. Учрежденный в качестве органа, «поддерживающего» работу Комиссии по контролю казино Нью-Джерси, Отдел занимается, в основном, исполнительным производством.
Миссия The New Jersey Division of Gaming Enforcement заключается в защите общественных интересов посредством:
- поддержания легитимности и жизнеспособности гемблинговой индустрии.
- обеспечения системы безопасности, исключающей вероятность участия организованной преступности в игорном бизнесе.

Весь состав NJDGE регулирования азартных игр в Нью-Джерси, за исключением руководителя, определяется Департаментом юстиции и общественной безопасности. Директор Отдела назначается губернатором штата при согласовании и одобрении Сената. Должность может занимать только помощник прокурора округа. Срок службы определяется губернатором.

## Полномочия The New Jersey Division of Gaming Enforcement
Полномочия Отдела распространяются на контроль за выдачей лицензий и соблюдение лицензионных требований, проведение специализированных проверок и расследований, ревизий, уголовных, нормативных расследований.
Структура Отдела регулирования азартных игр в Нью-Джерси включает 2 бюро:
- Regulatory Enforcement Bureau, осуществляющее контроль за реализацией игорного законодательства;
- Criminal Enforcement Bureau, специализирующееся на расследовании преступлений в сфере азартной индустрии.

## Основные функции
Существует 4 основных направления деятельности NJDGE:
- в области лицензирования. Отдел занимается проверками, проведением расследований, направленных на подтверждение достоверности данных, представленных соискателями на получение лицензий. Мероприятия осуществляются по запросам NJCCC (Комиссии по контролю за играми).
- в сфере нормативного исполнительного производства. К данному направлению относится обеспечение соблюдения законодательных положений, осуществление бухгалтерского контроля, выполнение требований к ограничению доступа в казино несовершеннолетним гражданам, рассмотрение жалоб, прочие действия подобного характера.
- в отрасли мониторинга деятельности игорных заведений. Следователи NJDGE обеспечивают круглосуточный контроль работы казино, присутствуя непосредственно в заведениях. При выявлении нарушений законодательных требований сотрудники Отдела передают соответствующую информацию в правоохранительные органы для возбуждения

административного, уголовного производства.
- в технической сфере. Бюро обеспечивает контроль целостности электронного игрового оборудования, включая игровые автоматы, проводит тестирование, оценку на предмет соответствия показателей работоспособности устройств требованиям нормативных актов. Наравне с тем обеспечивается надлежащий учет электронного игорного оборудования. Установка устройств допускается только после их проверки и одобрения специалистами Отдела регулирования азартных игр Нью-Джерси.